# Parafia św. Maksymiliana Marii Kolbego w Godkowie
Parafia pw. św. Maksymiliana Marii Kolbego w Godkowie – parafia rzymskokatolicka, należąca do dekanatu Chojna, archidiecezji szczecińsko-kamieńskiej, metropolii szczecińsko-kamieńskiej. W parafii posługują księża diecezjalni. Według stanu na wrzesień 2018 proboszczem parafii był ks. Marek Winnicki.

## Miejsca święte

### Kościół parafialny
Kościół św. Maksymiliana Marii Kolbego w Godkowie

### Kościoły filialne i kaplice
- Kościół Narodzenia Najświętszej Maryi Panny w Godkowie Osiedle PKP[1]
- Kościół Matki Bożej Szkaplerznej w Jeleninie[1]
- Kościół św. Wojciecha Biskupa i Męczennika w Mirowie[1]